# Аццано-Мелла
Аццано-Мелла (итал. Azzano Mella, ломб. Asà) — коммуна в Италии, в провинции Брешиа области Ломбардия.
Население составляет 1794 человека, плотность населения составляет 179 чел./км². Занимает площадь 10 км². Почтовый индекс — 25020. Телефонный код — 00030.
Покровителями коммуны почитаются святые апостолы Пётр и Павел, празднование 29 июня.